# Pablo de la Torriente Brau
Pablo de la Torriente Brau (San Juan de Puerto Rico, 12 de desembre de 1901 - Majadahonda, 19 de desembre de 1936) fou un escriptor i milicià antifeixista cubà.
Va lluitar contra el dictador cubà Gerardo Machado i l'intervencionisme nord-americà a Cuba. Posteriorment va haver d'exiliar-se. A Espanya va ser corresponsal del periòdic comunista mexicà El Machete. Va lluitar amb la Segona República Espanyola contra l'exèrcit de colpista durant la Guerra civil espanyola, on hi va trobar la mort. El seu llibre Aventuras de un soldado desconocido cubano (1940) va ser editat pòstumament.
Les seves restes foren portades a Barcelona, al Cementiri de Montjuïc (al nínxol 3772), des d'on havien de portar-se a Cuba. No obstant això, al final de la guerra no foren traslladades. L'any 1939 fou enterrat novament en una fossa comuna, prop del nínxol. Malgrat que s'ha intentat trobar-ne les restes per a portar-les a Cuba, no s'ha aconseguit.
L'any 2016, el Consolat General de Cuba feu la petició a la Conselleria d'Afers i Relacions Institucionals i Exteriors i Transparència de la Generalitat de Catalunya, de qui depenia la competència de memòria històrica en aquell moment, per tal de recuperar-ne el cos. A finals de 2018, se signà un conveni tripartit entre el Consolat de Cuba, la Generalitat de Catalunya i l'Ajuntament de Barcelona amb l'objectiu de «recuperar, identificar i repatriar les [seves] restes». A data de 2 de maig de 2019 la intervenció al cementiri de Montjuïc restava sense data exacta d'execució.